# 山陽小野田市野球場
山陽小野田市野球場（さんようおのだしやきゅうじょう）は、山口県山陽小野田市にある野球場。
小野田市野球場として開場し、2005年の合併により現名称となった。2011年のおいでませ! 山口国体では軟式野球（成年男子）の会場となった。

## プロ野球開催実績
小野田市野球場時代に公式戦とオープン戦の開催実績がある。
- 公式戦
  - 1974年8月24日 大洋ホエールズ6-7ヤクルトスワローズ 観衆 7,000人
- オープン戦
  - 1972年3月6日 大洋ホエールズ4-5ロッテオリオンズ 観衆:1,500人

## アクセス
- JR小野田線 南中川駅から徒歩20分
- サンデン交通・船鉄バス「スポーツセンター前」バス停下車徒歩3分